# 가나타케촌
가나타케촌(金武村)은 후쿠오카현 사와라군에 있던 촌이다,  현재의 후쿠오카시 사와라구의 일부에 해당한다.